# Witte klaverzuring
De witte klaverzuring (Oxalis acetosella) is een plant uit de klaverzuringfamilie (Oxalidaceae). Het is een kleine plant die voorkomt in bossen en heggen, op vochtige plaatsen. Het is een eenjarige of een meerjarige plant.
De stengels ontspringen uit de wortelstok en kruipen min of meer. 
De bladeren doen aan iets aan die van klaver (Trifolium) denken, maar ze zijn bleker groen van kleur. Het blad is geel geelgroen en drietallig.
Elke bloemsteel draagt een bloem met twee schutblaadjes. Witte klaverzuring heeft in april en mei alleenstaande bloemen. De bloem is wit en heeft lila adertjes en gele vlekken aan de voet van de kroonblaadjes. De lengte van de bloemblaadjes is 0,8-1,5 cm.
De plant draagt een doosvrucht van 3-4 mm lang. De zaadjes zijn lichtbruin.
Klaverzuring bevat oxaalzuur en kaliumoxalaat en heeft een zure smaak.